# Super Hero/Love Me, Love You More.
『Super Hero/Love Me, Love You More.』（スーパーヒーロー / ラブミー ラブユー モア）は、フェアリーズの8枚目のシングル。2014年5月28日にSONIC GROOVEから発売された。

## 概要
『Tweet Dream/Sparkle』以来4作ぶり、5度目の両A面シングルとなった。過去4作の両A面シングルでは2曲ともミュージックビデオが制作されていたのに対し、今作では「Love Me, Love You More.」のミュージックビデオは制作されていない。

## 発売形態
以下の5形態で発売。
- 通常盤
初回特典：フェアリーズメンバー別フォトカード（全12種類中1種ランダム封入）
  - AVCD-16438：CD+DVD
  - AVCD-16439：CDの
- イベント会場限定盤
  - AVC1-16440：CD+トレーディングカード6枚セット
- mu-moショップ・VISION FACTORY OFFICIAL SHOP限定盤
  - AVC1-16441：ピクチャーレーベルCD（全7種類中1種ランダム）
  - AVC1-16442：ピクチャーレーベルCD7枚（7種）セット、スリーブ仕様

## 収録曲
| 全作詞: Satomi。 |                                            |           |                                |      |
| #                | タイトル                                   | 作詞      | 作曲                           | 時間 |
| 1.               | 「Super Hero」                             | Satomi    | Adam Kapit、Nichole Tranquillo | 3:59 |
| 2.               | 「Love Me, Love You More.」                | Satomi    | Gen Rubin、Sebastian Basco     | 2:16 |
| 3.               | 「Super Hero (Instrumental)」              | Satomi    |                                |      |
| 4.               | 「Love Me, Love You More. (Instrumental)」 | Satomi    |                                |      |
| 合計時間:        | 合計時間:                                  | 合計時間: | 12:29                          |      |

| #  | タイトル                    | 作詞 | 作曲・編曲 |
| -- | --------------------------- | ---- | ---------- |
| 1. | 「Super Hero -Video Clip-」 |      |            |
| 2. | 「Super Hero -Making-」     |      |            |

## タイアップ
- Super Hero - フジテレビ系『ウチくる!?』のエンディングテーマ
- Love Me, Love You More. - 映画『劇場盤 ゆうとくんがいく』の主題歌